# Cedro do Abaeté
Cedro do Abaeté is een gemeente in de Braziliaanse deelstaat Minas Gerais. De gemeente telt 1.221 inwoners (schatting 2009).

## Aangrenzende gemeenten
De gemeente grenst aan Abaeté, Paineiras, Quartel Geral en Tiros.